# Rhymester
Rhymester (ライムスター), est un groupe de hip-hop japonais, originaire de Yokohama, dans la Préfecture de Kanagawa.
Le titre Heat Island sert d'opening à l'anime Ayakashi: Japanese Classic Horror.

## Biographie
Rhymester est le plus ancien groupe de hip-hop japonais, formé en 1989. Ils débutent sur un label indépendant en 1993 avec la sortie de l'EP Ore ni Iwaserya (俺に言わせりゃ), félicité par la presse spécialisée. Bien plus tard, ils publient nombre d'albums studio et se popularisent dans la scène rap locale et même parmi les fans de rock, grâce à leur collaboration avec Kiyoshiro Imawano. En 2001, le groupe signe chez la major Ki/oon Records, un sous-label de Sony Music Entertainment Japan. Le 3 mars 2007, le groupe joue solo au Nippon Budokan, presque 20 ans après sa création.
Le single 'Heat Island, qui comprend Fire Ball sert d'opening à l'anime Ayakashi: Japanese Classic Horror. Rhymester a publié plusieurs chansons comme B-Boyism (B-BOYイズム), Mimi wo Kasubeki (耳ヲ貸スベキ), King of Stage, et Nikutai-Kankei (肉体関係).

## Membres

### Membres actuels
- Mummy-D, de son vrai nom Daisuke Sakama (坂間大介?), MC
- Utamaru (宇多丸?), de son vrai nom Shiro Sasaki (佐々木士郎?), MC
- DJ Jin, de son vrai nom Jin Yamamoto (山本 仁?), DJ

### Anciens membres
- Dr.Looper
- DJ Chocolate
- Master-T

## Discographie

### Albums studio
- 1995 : Egotopia
- 2004 : Grey Zone
- 2010 : Manifesto
- 2011 : Pop Life

### Singles
- 2006 : Heat Island
- 2006 : I Say Yeah!
- 2010 : Walk This Way
- 2015 : Still Changing